# پرسیکا (کتزیاس)
پرسیکا (انگلیسی: Persica) (به یونانی باستان Περσικά, Persiká) یک متن یونانی باستان گمشده است که در ۲۳ کتاب تقسیم شده است، دربارهٔ تاریخ امپراتوری آشور، قوم ماد و ایران نوشته شده توسط کتزیاس، پزشک دربار اردشیر دوم، شاهنشاه هخامنشی (۴۰۴–۳۵۸ قبل از میلاد). سبک و ارزش این اثر برای مطالعه تاریخ شاهنشاهی هخامنشی موضوع مناقشه بسیاری در میان محققان مدرن بوده است.
پرسیکای کتزیاس از طریق یک سنت خطی حفظ نشده است. دانش آن از طریق یک قطعه پاپیروس منفرد حاوی ۲۹ خط متن (POxy 2330) و ارجاعاتی در نویسندگان باستانی متأخر، از جمله دیودور سیسیلی، نیکولاس دمشقی، دیونوسیوس هالیکارناسی، پلوتارک، آلیان، آثنئیوس و اسقف مسیحی فوتیوس اول به دست آمده است. اکثریت قریب به اتفاق ارجاعات بعدی به جای استناد کلمه به کلمه به پرسیکا اشاره می‌کنند، بنابراین به ما اجازه دسترسی مستقیم به کلمات خود کتزیاس را نمی‌دهند.

## طرح کلی کار
"کتاب ۱–۳": تاریخ آشوری. این کتاب‌ها دوران پادشاهی افسانه‌ای نی‌نوس را توصیف می‌کنند که امپراتوری آشور و شهر نینوا را تأسیس کرد و بخش‌های وسیعی از غرب آسیا را تسخیر کرد. سلطنت ملکه افسانه ای سمیرامیس و حمله او به هند. سلطنت نینیا و سارداناپالوس و پایان امپراتوری آشور پس از شورش‌های آرباس ماد و بلسیس بابل (دولت‌شهر).
"کتاب ۴–۶": تاریخ میانه. این کتاب‌ها تاریخ امپراتوری ماد را از سلطنت آرباکس تا سلطنت ایشتوویگو و شکست او در دستان کوروش بزرگ پارس را بازگو می‌کند. کتاب‌های ۱ تا ۶ ممکن است در اصل به‌عنوان اثری مجزا به آشوریکا و مدیکا و مخالف بقیه آثار اختصاص‌یافته به تاریخ ایرانی تصور شده باشد.
'کتاب ۷–۱۱: کوروش بزرگ (۶۰۰–۵۳۰ ق. م). این کتاب‌ها ظهور کوروش از ریشه‌های فروتن، فتح امپراتوری ماد و سلطنت او تا زمان مرگ را توصیف می‌کنند.
«کتاب ۱۲–۱۵»: سلطنت کمبوجیه دوم (۵۳۰–۵۲۲ قبل از میلاد)، داریوش بزرگ (۵۲۲–۴۸۶ قبل از میلاد) و خشایارشا (۴۸۶–۴۶۵ قبل از میلاد).
«کتاب ۱۶–۱۷»: سلطنت اردشیر یکم، شاهنشاه هخامنشی (۴۶۵–۴۲۴ قبل از میلاد)، از جمله شورش ایناروس در مصر (۴۶۰–۴۵۵ قبل از میلاد) و شورش مگابیزوس.
'کتاب ۱۸: سلطنت خشایارشای دوم (۴۲۴ قبل از میلاد)، سغدیانه (۴۲۴ قبل از میلاد) و داریوش دوم اوخوس (۴۲۳–۴۰۵/۴ قبل از میلاد)، شامل دسیسه‌های همسرش ملکه پروشات.
«کتاب ۱۹–۲۳»: سلطنت اردشیر دوم، شاهنشاه هخامنشی تا سال ۳۹۸ قبل از میلاد، از جمله شورش کوروش کوچک و مرگ او در نبرد کوناکا (۴۰۱ ق. دسیسه‌های ملکه مادر پاریساتیس (که قاتلان کوروش کوچک را شکنجه و اعدام کرد و کیست. مسموم کردن همسر مورد علاقه پادشاه استاتیرای یکم، و نقش کتزیاس به عنوان مذاکره کننده (با کونون (سردار آتنی) از آتن). به نظر می‌رسد این کار با فهرستی از پادشاهان از نینوس و سمیرامیس تا اردشیر دوم به پایان رسیده است.

## ازدواج کمبوجیه
جوآن ام. بیگوود در مقاله ازدواج با محارم در ایران هخامنشی: اسطوره‌ها و واقعیت‌ها می‌نویسد: هرودوت روایت کرده است که  کمبوجیه دوم با خواهرش آتوسا و یک خواهر دیگر تنی دیگر که نام او را ذکر نکرده ازدواج کرده است. به فرض صحت در هیچ جای کتاب نیامده است که آتوسا خواهر تنی او بوده است و احتمال این هست که هر دو ازدواج او با خواهران ناتنی‌اش بوده باشد. خلاصه فوتیوس اول از این نویسنده ناچیز است. ما نمی‌دانیم که کمبوجیه در روایت کتزیاس چند همسر داشته و یا اینکه آیا یکی از آنها خواهر بودند یا خیر. در خلاصه تنها یک شریک ازدواج ذکر شده است - زنی به نام رکسانا (FGrH 688 F 13. 14). 6 اگرچه خانواده او ناشناخته است، اما چیزی وجود ندارد که نشان دهد آنها خواهر و برادر هستند. به علاوه، ما هیچ تضمینی نداریم که داستانی که کتزیاس در اینجا ارائه می‌کند دقیق تر از داستان هرودوت باشد.